# آسيا عبد الماجد
آسيا محمد توم الطاهر الكتيابي (اسم الشهرة: آسيا عبد الماجد؛ 1943 - 3 مايو 2023) رائدة المسرح السوداني والتعليم المبكر في السودان وهي أول ممثلة سودانية تصعد على خشبة المسرح.

## الميلاد والنشأة
ولدت آسيا محمد توم الطاهر الكتيابي عام 1943م بحي العمدة بأم درمان، والدتها بتول محمد أحمد الشيخ الجعلي، وأسرة الكتيابي قدمت للسودان كثيراً من المبدعين كالشاعر التجاني يوسف بشير وعبد القادر الكتيابي. عاشت في كنف قريبها عبد الماجد وكان بمثابة والدها الثاني، ولأنه كان يعزها كثيراً نسبها له ومنه أخذت الاسم الذي اشتهرت به.

## المراحل التعليمية
درست بمدرسة عبد المنعم الأولية بالخرطوم، ثم درست بمدرسة كرري الوسطى. وفي سنة 1959م التحقت بكلية المعلمات بأم درمان، وعملت معلمة بعد تخرجها عام 1962م بنفس الكلية، وكانت مهتمة بالفنون وخاصة المسرح الذي استهواها، فاتجهت لمصر عام 1968م لتدرس بأكاديمية الفنون المسرحية بالقاهرة، بقسم التمثيل، وتخرجت العام 1972م، وكانت الأولى على دفعتها، ومن زملائها النجوم أحمد زكي وأحمد عبد الوارث وأحمد ماهر وسميرة محسن وشهيرة وعفاف شعيب. ثم نالت الماجستير من معهد الخرطوم الدولي لتعليم العربية والدراسات الإضافية، وأثناء دراستها بالقاهرة، شاركت بدور ثانوي في مسرحية «البكاشين» بمسرح الخيام بطولة عملاق السينما العربية فريد شوقي.

## مشاركتها
عشقت آسيا التمثيل منذ طفولتها وكانت تشارك خلال دراستها الأولية بتمثيل قصص كتب المطالعة. وفي مدرسة كرري انضمت إلى جمعية التمثيل تحت رعاية الأستاذة بثينة خالد، لتقدم روائع المسرح العربي والعالمي مثل «شجرة الدر» و«كليوباترا» و«سندريلا»، ولتميز آسيا في التمثيل كانت تؤدي أحياناً أدوار الرجال في المسرحيات.
نالت آسيا عبد الماجد إعجاب الأستاذة فاطمة أحمد إبراهيم وكتبت عنها مقالاً في مجلة «صوت المرأة».
عند بدء تشغيل تلفزيون السودان سنة 1963م، كانت آسيا عبد الماجد تشارك في مسرح المجتمع الذي كان يقدمه حلمي إبراهيم مع زميلاتها، إلى جانب سلسلة رمضانيات مع الفاضل سعيد، وكن يشاركن في تلك الأعمال دون مقابل مادي لمدة عامين متتاليين لعدم وجود ميزانية، وكانت تقدم تلك الدراما على الهواء مباشرة.
في العام 1965م واحتفالاً بمرور عام على ثورة أكتوبر، قدمت مسرحية «بامسيكا» وهي أول مسرحية تعرض على خشبة المسرح القومي الجديد بأم درمان وكانت البطولة النسائية فيها لآسيا عبد الماجد، وهي أول ممثلة سودانية تصعد على خشبة المسرح وأطلقت عليها الصحافة لقب ممثلة السودان الأولى.

## انجازاتها
- لها بحث بعنوان: تاريخ المسرح السوداني وتم أخذ معلوماته من المعاصرين الذين كتبوا مسرحيات في عقد الثلاثينات.
- لها بحث عن المسرح الاستعراضي أثناء دراستها بأكاديمية الفنون المسرحية بالقاهرة وكان مشرف البحث رفيق الصبان.
- لها معجم فني مختصر عن المسرح والسينما والموسيقى.
- لها عدة بحوث في مجالات الطفولة.
- عضو في الكشافة السودانية.

## وفاتها
توفيت آسيا عبد الماجد مساء يوم 3 مايو/أيار 2023، متأثرة بجراحها إثر إصابتها بشظايا قذيفة سقطت على بيتها في العاصمة السودانية الخرطوم جراء اشتباكات شهدتها السودان بدءا من منتصف شهر أبريل/ نيسان 2023 بين الجيش السوداني وقوات الدعم السريع.